# Орден Золотого руна (Грузия)
Орден Золотого руна (груз. ოქროს საწმისის ორდენი) — государственная награда Грузии, был учреждён решением Парламента Грузии № 1501 от 26 июня 1998 года для награждения иностранных граждан и лиц без гражданства за значительные заслуги перед Республикой Грузия. Орден Золотого руна вручается за заслуги в общественной, гражданской, государственной и международной деятельности.

## Положение о награде
Орден Золотого руна вручается иностранным гражданам и лицам без гражданства, за значительный вклад в дело государственного устройства Республики Грузия, её национальной безопасности, суверенитета и территориальной целостности, формирование демократического и свободного общества, установление полезных двусторонних отношений с зарубежными странами и международными организациями, защиту прав грузинских граждан, живущих за рубежом, популяризацию грузинской культуры, развитие грузинской науки и искусства.

## Награждённые
1. Джеймс Вулфенсон — Президент Всемирного банка (1999 г.)
2. Сулейман Демирель — 9-й президент Турции (2000 г.)
3. Гейдар Алиев — 3-й президент Азербайджана (2000 г.)  [2]
4. Герхард Шрёдер — 33-й Федеральный канцлер Германии (2000 г.)
5. Хуан Антонио Самаранч — 7-й президент МОК (2000 г.)  [3]
6. Моше Кацав — 8-й президент Израиля (2001 г.) [4]
7. Кирсан Николаевич Илюмжинов — 1-й президент Калмыкии (2001 г.) [5]
8. Елизавета II — королева Великобритании и Северной Ирландии (2002 г.) [6]
9. Ислам Абдуганиевич Каримов — 1-й президент Узбекистана (2003 г.)  [7]
10. Расул Гамзатович Гамзатов — поэт (2003 г.)  [8]
11. Жак Диуф[англ.] — генеральный директор Продовольственной и сельскохозяйственной организации (2003 г.) [9]
12. Варфоломей I (Патриарх Константинопольский) (2007 г.) [10]
13. Тоомас Хендрик Ильвес — 4-й президент Эстонии (2007 г.)  [11]
14. Нахьян Бин Мубарак Аль Нахьян — шейх Объединённых Арабских Эмиратов (2008 г.)  [12]
15. Кюршад Тюзмен[тур.] — государственный министр Турции (2009 г.)  [13]
16. Нередин Челмид — турецкий бизнесмен (2009 г.)  [14]
17. Серж Азатович Саргсян — 3-й президент Армении (2009 г.)  [15]
18. Аллахшукюр Паша-заде — Глава Управления Мусульман Кавказа (2009 г.)  [16]
19. Мэтью Брайза— представитель Госдепартамента США (2009 г.)  [17]
20. Виктор Андреевич Ющенко — 3-й президент Украины (2009 г.)  [18]
21. Мари-Анн Ислер Бегин[англ.] — депутат Европарламента (2009 г.)  [19]
22. Несик Боскир — профессор, учредитель турецкого университета в Грузии (2009 г.)  [20]
23. Габриэла фон Габсбург — посол Грузии в Германии (2009 г.)
24. Джанни Букикио — президент Венецианской комиссии Совета Европы (2010 г.) [21]
25. Хавьер Солана — глава Европейского агентства по обороне (EDA) (2010 г.) [22]
26. Строуб Тэлботт — заместитель государственного секретаря США в 1994—2001 годах. (2010 г.) [23]
27. Реджеп Тайип Эрдоган — 36-й премьер-министр Турции (18 мая 2010 г.)  [24]
28. Ханс ван Баален — член Европейского парламента (2013 г.) [25]
29. Хиллари Клинтон — экс-госсекретарь США (2014 г.) [26]
30. Эндрю Вебер — заместитель секретаря обороны США в вопросах ядерной, химической и биологической оборонных программ (2014 г.) [27]
31. Джеймс Ф. Эймос — 35-й Комендант корпуса морской пехоты США (2014 г.)
32. Жозе Мануэль Баррозу — президент Еврокомиссии (2014 г.) [28]
33. Фредерик «Бен» Ходжес - американский генерал-лейтенант (2015 г.)
34. Генри Керал — директор Всемирного банка на Южном Кавказе (2015) [29]
35. Хуан Хосе Эчанове — испанский дипломат (2015)
36. Патрик Хикки — президент Европейского олимпийского комитета (2015 г.) [30]
37. Юэ Бинь — Чрезвычайный и Полномочный Посол Китайской Народной Республики в Грузии (2015 г.) [31]
38. Филип Марк Бридлав — американский военный деятель, генерал ВВС США (22 марта 2016 г.)
39. Джон Х. Костелло — председатель совета директоров CNFA Europe и совет директоров CNFA (2016 г.)
40. Дональд Рамсфелд — президент Фонда Рамсфельда (2016 г.) [32]
41. Залмай Халилзад — президент Khalilzad Associates (2016 г.) [32]
42. Александр Вершбоу — заместитель генерального секретаря НАТО (2016 г.) [33]
43. Жан-Ив Ле Дриан — министр обороны Франции (2017 г.) [34]
44. Курт Волкер — исполнительный директор международного лидерства Института Маккейна (2017 г.) [35]
45. Деймон Уилсон[англ.] — исполнительный вице-президент Атлантического совета (2017 г.) [36]
46. Роуз Гетемюллер — заместитель генерального секретаря НАТО (2019 г.) [37]
47. Джеймс Аппатурай — специальный представитель генерального секретаря НАТО на Южном Кавказе и в Центральной Азии (2021 г.) [38].
48. Лех Кончак — дипломат, директор Польского института в Тбилиси (2021 г.) [39]
49. Бернар Утье — французский картвеолог, иностранный член Национальный академии наук Грущии (2021 г.) [40]
50. Никос Анастасиадис — президент Республики Кипр (2021 г.) [41]
51. Абдалла II — король Иордании (2022 г.) [42]
52. Пол Зазадзе — председатель Грузинской католической ассоциации Стамбула (2022 г.) [43]